# LGV Sud-Est
LGV Sud-Est, sau Linia Nouă 1 (LN1) (franceză ligne nouvelle 1), este o Linie de Mare Viteză situată în Franța, dedicată transportului de pasageri. Linia deservește orașele situate la sud de Paris iar punctul de plecare a liniei este Gara Lyonului din Paris. Este prima linie de mare viteză din Franța, fiind inaugurată la data de 22 septembrie 1981, moment ce a însemnat începutul unei noi perioade a transportului feroviar de pasageri în Franța. 
Ulterior linia a fost prelungită până la Marsilia prin intermediul liniilor LGV Rhône-Alpes și Méditerranée și spre nord prin intermediul LGV Interconnexion Est, legături ce au permis scurtarea substanțială a timpilor de parcurs dintre Paris, orașele din nordul Franței, Anglia și Belgia pe de o parte și a orașelor din sudul Franței, Elveția și Italia de altă parte.

## Traseul
Linia de mare viteză are o lungime de 409 km între localitățile Saint-Florentin în departamentul Yonne la periferia Parisului și Sathonay în departamentul Rhône la periferia Lyonului. Distanța totală dintre principalele gări deservite este de 425 km între Gara Lyonului în Paris și Gara Part-Dieu în Lyon. Acest traseu direct evită toate aglomerațiile urbane dintre Paris și Lyon, în special Dijonul, și este mai scurt cu 87 de km față de traseul clasic. 
Compatibilitatea sistemului TGV cu rețelele feroviare clasice a permis, la data construcției, realizarea de economii importante prin utilizarea infrastructurii feroviare deja existente pentru accesul la gările din centrul orașelor. Aceasta a permis evitarea consturirii de infrastructuri noi în zone urbane dense. Cu toate acestea, linia poate fii utilizată doar de către trenurile de mare viteză, singurele trenuri ce pot aborda rampele abrupte cu o înclinare de până la 35 la mie. 
Linia este conectata în mai multe puncte la rețeaua clasică prin intermediul unor bretele de mare viteză la Pasilly-Aisy (15 km) pentru trenurile în direcția Dijon și Vallorbe, și la Mâcon-Pont-de-Veyle (6 km) pentru trenurile în direcția Bourg-en-Bresse și Savoia. De asemenea alte trei racorduri permit accesul trenurilor de servicii și rerutarea trenurilor în caz de incidente.

## Caracteristicile liniei
Linia ocupă o suprafață totală de 1600 hectare, ceea ce corespunde unei lărgimi medii de 40 m. Platforma are o lărgime de 13 m, cele două sensuri fiind situate la 4,2 m distanță. Pe toată lungimea ei, a fost prevăzută o bandă de 5 m lărgime folosită drept arteră de telecomunicații. Linia a fost proiectată pentru o viteză nominală de 300 km/h, majoritatea curbelor având o rază minimă de 4000 m. 
Linia nu conține tuneluri și totalizează 17 lucrări de infrastructură importante și alte 780 elemente curente (pasaje sub și supra-terane, canale, etc). Linia este înconjurată de un gard de protecție cu o lungime totală de 850 km ce previne accesul accidental al persoanelor sau animalelor. 
Linia conține în total 847 km de cale ferată cu șine tip UIC 60 de 288 metri sudate și traverse din beton de tip bi-bloc (două blocuri de beton conectate prin intermediul unei bare metalice), în număr de 1660 pe km. Linia conține  116 aparate de linie telecomandate, din care 4 macaze ce pot fi abordate la 220 km/h și 78 ce pot fi abordate la 160 km/h. Toate instalațiile feroviare sunt comandate de la un post central situat la Paris. 
Linia este electrificată în 25 kV la 50 Hz prin intermediul a 8 sub-stații conectate la rețeaua de 225 kV. Catenarul este alimentat printr-un cablu de cupru cu o lungime totală de peste 1000 km susținut de 15.900 stâlpi. Alimentarea este în opoziție de fază ceea ce echivalează cu o alimentare la 50 kV, și permite dezvoltarea de puteri de până la 14.000kW. 
Datorită vitezei mare de deplasare a trenurilor panourile de semnalizare clasice nu pot fi observate de către conductor. De aceea la construcția acesteia a fost dezvoltat sistemul TVM ce permite transmiterea și afișarea informațiilor în interiorul cabinei de conducere. Acest sistem este actualmente utilizat pe ansamblul rețelelor de mare viteză din Franța, Anglia și Belgia. Datele sunt transmise prin intermediul șinelor prin semnale de frecvență înaltă, singurele indicatoare pe marginea liniei fiind delimitatoarele de sectoare feroviare. 

## Gări
Pe traseul liniei au fost construite două gări noi:
- Gara Creusot-Montceau-les-Mines-Montchanin TGV
- Gara Macon-Loché TGV

Aceste gări sunt simple din punct de vedere arhitectural, și sunt situate departe de aglomerații. Sunt formate din 2 peroane și patru linii, 2 centrale pentru trenurile ce nu opresc și două de fiecare parte a acestora pentru staționarea trenurilor ce deservesc stațiile. 

## Istoric
- 10 iulie 1967 : Lansarea în cadrul direcției de cercetare a SNCF a proiectului de mare viteză, intitulat " posibilitățile feroviare pe infrastructuri noi" (franceză possibilités ferroviaires sur infrastructures nouvelles).
- 26 martie 1971 : aprobarea proiectului liniei noi.
- 23 martie 1976 : declararea proiectului ca utilitate publică.
- 7 decembrie 1976 : începerea lucrărilor
- 14 iunie 1979 : începerea instalării șinelor
- 20 noiembrie 1980 : terminarea lucrărilor de instalare a șinelor
- 26 februarie 1981 : rama n° 16 (TGV Sud-Est) stabilește un nou record de viteză pe cale ferată de 380 km/h.
- 22 septembrie 1981 : inaugurarea premului tronson de către președintele Franței, François Mitterrand.
- 27 septembrie 1981 : debutul activității comerciale
- 25 septembrie 1983 : punerea în serviciu a tronsonului nord
- 31 august 1992 : are loc o deraiere a unui TGV la 270 km/h în gara Macon-Loché. Singurii răniți ușor sunt câțiva pasageri situați pe peron loviți de bucăți de balast proiectate în urma deraierii.
- 13 decembrie 1992 : darea în folosință a primului tronson din LGV Rhône-Alpes
- 26 mai 1994 : darea în folosință a LGV Interconnexion Est ce a permis interconectarea cu LGV Nord
- martie 1996 : începutul unor ample lucrări de renovare a liniei ce au durat până în 2006.